# Martin Holec
Martin Holec (* 11. června 1994 Deštná) je český herec, zpěvák a tanečník. Od roku 2018 je členem souboru operety a muzikálu plzeňského Divadla J. K. Tyla.

## Vzdělání
Studoval Gymnázium Vítězslava Nováka v Jindřichově Hradci. V roce 2010 začal studovat v Praze na Konzervatoři a VOŠ Jaroslava Ježka obor Muzikálové herectví. Zde po šesti letech studia, v roce 2016, úspěšně absolvoval. Na konzervatoři chodil na herecké semináře s Jozefem Bednárikem. Spolu se spolužáky účinkoval v ročníkových představeních Broadway plná muzikálů (2011, režie: Libor Vaculík) a Chorus Line (2013-2015, režie: Denisa Nová), které se konaly v Divadle Broadway. Mezi další školní projekty, v nichž účinkoval, patří Krysař, Ženitba a Don Juan.

## Divadlo
V pěti letech začal chodit do ochotnického souboru v Deštné. V té době také začal navštěvovat ZUŠ – dramatický obor, klavír a zpěv. Několik let pravidelně jezdil na Letní hereckou školu, kde postupně prohluboval své umělecké dovednosti. Během studií na gymnáziu v Jindřichově Hradci začal hrát v dramatickém souboru této školy. Zde hrál mj. ve Zkrocení zlé ženy od Williama Shakespeara. Od roku 2018 je členem souboru operety a muzikálu Divadla J. K. Tyla v Plzni.
Na poli divadla působí už několik let i jako pedagog. Do června 2018 byl lektorem tanečního a muzikálového centra Musically. V současnosti je lektorem Muzikálového studia DJKT.

### Divadlo Hybernia
- Smíšek - Sněhurka a sedm závodníků[4] (2013)
- Brouk Policajt - Ferda Mravenec (2017)

### Divadlo Josefa Kajetána Tyla
- Jindra - Zvonokosy[5] (2016)
- Voják Hubert - Kdyby tisíc klarinetů[6] (2016)
- Indio - West Side Story[7] (2017)
- Agent Dollar - Chyť mě, jestli na to máš[8] (Catch me if You can) (2017)
- Mendl, syn rabína - Šumař na střeše (2018)
- Company - Donaha![9] (2018)
- Komoří - Co takhle svatba, princi?[10] (2018)
- Company - Duch[11] (2018)
- Gád, První vězeň - Josef a jeho úžasný pestrobarevný plášť[12] (2018)
- Advokát - Dobře placená procházka[13] (2019)
- Luigi Lucheni - Elisabeth[14] (2019)
- Company - Green Day's American Idiot[15] (2020)
- Freddy Eynsford Hill - My Fair Lady[16] (listopad 2020 - přeložená premiéra)

## Televize
V deseti letech získal první větší roli v televizi, a to v televizních povídkách Trapasy, které režíroval Zdeněk Zelenka. Zde si zahrál s Jiřinou Bohdalovou a Janem Budařem. Od té doby se v televizi mnohokrát objevil (např. pořad Hřiště 7 nebo francouzský televizní film Paní z Izieu), nejčastěji ho však můžeme vidět v různých českých seriálech.

### Seriály
- To nevymyslíš
- Ulice
- Vyprávěj[17]
- Marek Barna - Ordinace v růžové zahradě
- Láďa Dusík - Modrý kód

## Moderování, koncerty
Martin Holec moderuje různé koncerty a společenské akce (v divadle Semafor, O2 Aréna).
V 5. ročníku konzervatoře, v roce 2015, uspořádal spolu se svými pěti spolužáky (Janem Fantou, Andreou Hauer, Denisou Šubrtovou, Pavlem Klimendou a Richardem Pekárkem) koncert s názvem Děkujeme!, který se konal v pražském divadle Ponec. O rok později společně uspořádali pod názvem Já půjdu dál hned dva koncerty v divadle Royal. V roce 2017, konkrétně 17. června, se odehrál další galakoncert Já půjdu dál.